# Achabal
Achabal là một thị xã và là một Ủy ban khu vực thông báo (notified area committee) trong quận Anantnag trong bang Jammu và Kashmir của Ấn Độ.

## Nhân khẩu
Theo điều tra dân số năm 2001 của Ấn ĐộẤn Độ, Achabal có dân số 5835 người. Phái nam chiếm 53% tổng số dân và phái nữ chiếm 47%. Achabal có tỷ lệ 56% biết đọc biết viết, thấp hơn tỷ lệ trung bình toàn quốc là 59,5%: tỷ lệ cho phái nam là 68%, và tỷ lệ cho phái nữ là 42%. Tại Achabal, 12% dân số nhỏ hơn 6 tuổi.